# Ричард Шиф
Ричард Шиф (енгл. Richard Schiff; Бетесда, Мериленд, 27. мај 1955) амерички је глумац и редитељ. Добитник је награде Еми (2000. године) за улогу Тобија Зиглера у телевизијској серији Западно крило (1999—2006).
Почетком 1980-их почео је да ради у њујоршким позориштима — прво као редитељ, а затим и као глумац. Године 1988. преселио се у Лос Анђелес и постао члан позоришне трупе Глумачка банда, коју је основао Тим Робинс.
Његови најзначајнији филмови су Парк из доба јуре: Изгубљени свет (1997), Седам (1995) и Човек од челика (2013).